# Progreso Lakes
Progreso Lakes est une ville des États-Unis située dans le comté de Hidalgo au Texas. En 2010, sa population était de 240 habitants.

## Histoire
Progreso Lakes a été incorporée en 1979.